# دوغان (أسطورة)
يُشار إلى الإله دوغان (بالإنجليزية: Dogan)‏ في عمل بريطاني عام 1885 باعتباره الإله الرئيسي لقبيلة سيش بوش بكافيرستان (نورستان الآن). وترد تجسيداته الأخرى مثل: مهاديو، وإمرا، وبانو...إلخ